# Zabajkal'sk
Zabajkal'sk (in russo Забайкальск?) è un insediamento di tipo urbano della Russia, centro amministrativo del distretto Zabajkal'skij nel Territorio della Transbajkalia.
Il villaggio si trova presso la stazione Zabaikal'sk della Ferrovia Transbaijkal (presso il confine russo-cinese). Dista 46 km dal confine di stato con la Mongolia e si trova 486 km a sud-est di Čita.